# مهرداد بهار
ملک مهرداد بهار (زاده ۱۰ مهر ۱۳۰۸ – مرگ ۲۲ آبان ۱۳۷۳) نویسنده و پژوهشگر اسطوره و تاریخ اهل ایران بود. وی پنجمین فرزند ملک‌الشعرای بهار بود. از مهرداد بهار با عنوان پدر اسطوره‌شناسی ایران یاد می‌شود.

## زندگی

### نوجوانی، جوانی، تحصیلات و شغل
مهرداد بهار تحصیلات آغازین خود را در دبستان جمشید جم و دوره دبیرستان را در دبیرستان‌های فیروز بهرام و البرز به پایان رساند. سپس در دانشکده ادبیات دانشگاه تهران در رشته ادبیات فارسی نام‌نویسی کرد، ولی دو سال پس از آن به دلیل فعالیت‌های سیاسی از دانشگاه رانده‌شد. سپس چهارسال به زندان افتاد تا اینکه در بهار ۱۳۳۴ از زندان آزاد شد. آنگاه دوباره به دانشگاه رفت و سرانجام در ۱۳۳۶ تحصیلاتش را در دوره کارشناسی به پایان رساند.
در ۱۳۳۷ برای پیگیری تحصیل به انگلستان رفت. میان سال‌های ۱۳۳۸ تا ۱۳۴۴ بهار در مدرسهٔ زبان‌های شرقی و آفریقایی دانشگاه لندن به آموختن پرداخت و مدرک فوق لیسانس گرفت.
سال‌ها پس از آن دکترای خود را از دانشگاه تهران دریافت داشت، ولی به علت جلوگیری ساواک نتوانست در دانشگاه استخدام شود و به ناچار به استخدام بانک مرکزی درآمد. وی با بنیاد فرهنگ ایران (پژوهشگاه علوم انسانی و مطالعات فرهنگی)، فرهنگستان زبان ایران و فرهنگستان ادب و هنر نیز همکاری کرد. به‌علاوه به‌صورت حق‌التدریسی به آموزش در دانشگاه تهران پرداخت و چندی بعد هم در رشته اساطیر ایران باستان در دانشگاه تهران به تدریس پرداخت.

### همسر و فرزندان
همسر مهرداد بهار، زهره سرمد، استاد دانشگاه است و ثمرهٔ ازدواج‌شان یک پسر به نام میلاد و یک دختر به نام فرغانه است. بهار از ازدواج اول خود فرزند ارشدی به نام کاوه دارد.

### مرگ
مهرداد بهار در ۲۲ آبان‌ماه ۱۳۷۳ بر اثر بیماری کم‌خونی سیدروبلاستیک درگذشت و در قطعهٔ هنرمندان بهشت زهرای تهران به خاک سپرده شد.
خانوادۀ بهار قصد داشتند او را در جوار آرامگاه پدرش در ظهیرالدوله دفن کنند، اما غلامحسین کرباسچی شهردار وقت تهران به علت متروکه شدن ظهیرالدوله از خانوادۀ بهار تقاضای فرصتی کوتاه کرد تا آرامگاهی مناسب او بیابد تا اینکه پیکر بهار ۲۴ ساعت در سردخانه ماند و به دستور کرباسچی قطعۀ هنرمندان بهشت زهرا که در آن زمان خالی بود، آماده شد و بهار به‌عنوان نخستین فرد در این قطعه به خاک سپرده شد.

در اسفند ۱۳۹۸ امیرکاووس بالازاده، پژوهشگر، مدرس تئاتر و یکی از شاگردان مهرداد بهار درگذشت و جسد او روی قبر بهار دفن شد و در خرداد ۱۳۹۹ نیز سنگ قبر قبلی برداشته شد و به‌جای آن یک سنگ قبر مشترک برای بهار و بالازاده نصب شد. این وقایع موجب اعتراض خانوادهٔ بهار شد. چهرزاد بهار (خواهر مهرداد بهار) در نامه‌ای سرگشاده خطاب به شهرداری و شورای شهر، این تصمیم را بی‌احترامی به مهرداد بهار قلمداد کرد که بدون کسب اجازه از خانوادهٔ او عملی شده‌است. پس از آن همسر امیرکاووس بالازاده با انتشار متنی با اشاره به پیشینهٔ خانوادگی و علمی بالازاده، اعلام کرد دفن بالازاده در «جوار استادش»، طبق رایزنی با وزارت فرهنگ و ارشاد اسلامی انجام شده و قطعهٔ هنرمندان بهشت زهرای تهران، مالکیت شخصی ندارد. با این‌حال کاوه بهار با ارائهٔ تصویر سند مالکیت قبر و متنی توضیحی در خبرگزاری ایسنا خواستار انتقال جنازهٔ امیرکاووس بالازاده به محلی دیگر و بازگرداندن سنگ مزار مهرداد بهار شد. خانوادهٔ بهار بر این عقیده‌اند که طبق سند مالکیت ارائه شده، دفن شخص دیگری به‌جز وابستگان مهرداد بهار، در آن محل مجاز نیست».

## دیدگاه

### دربارهٔ ریشه‌های ایران باستان
مهرداد بهار ضمن انتقاد از ناسیونالیسم افراطی بر آن بود که تمدن عصر هخامنشیان محصول اندیشه‌های ایرانی و غیرایرانی است و برای شناخت فرهنگ و تمدن باستانی ایران حتماً باید به مطالعهٔ تمدن‌های غیرایرانی بین‌النهرین و عیلام پرداخت. او معتقد بود که جهان باستان یک کل واحد را تشکیل می‌داده که در آن هیچ پدیده، فکر و اندیشه‌ای محصول نبوغ فردی یا یک تمدن خاص نبوده، بلکه تمام پدیده‌های باستانی در نتیجهٔ شرایط کلی اجتماعی، انسانی و طبیعی آن عصر شکل گرفته‌اند.

### دربارهٔ جشن سده
شاید دربارۀ جشن سده یکی از بهترین (و خلاصه‌ترین) آثار بهار برای بررسی شیوهٔ کار او باشد. در این مقالهٔ بسیار کوتاه وی پس از مرور تحقیقات معاصران و دلیل‌هایی که از گذشتگان برای نامگذاری این جشن برشمرده شده‌است، تلاش می‌کند تحلیل خود را بیان کند: او سده را جشنی می‌داند که در ایران باستان و ادبیات زرتشتی کهن رسمیت نداشته («در اوستا و نوشته‌های پهلوی از آن ذکری نرفته‌است»)؛ آن را از «اعیاد بومی غیر آریایی» که «خود آئینی بس کهن بوده» برمی‌شمرد؛ و اضافه می‌کند این‌گونه اعیاد «در جهان انسان اعصار قدیم کمابیش عمومیت داشته‌است». سپس با یادآوری اینکه هر هشت دلیلی که در ابتدای مقاله آمده‌اند، به نوعی سعی می‌کنند «سده» را با عدد صد مربوط کنند، می‌گوید: «... و درست همین اسطوره‌سازی‌ها و دلایل متعدد تقویمی در ارتباط سده و صد است که ما را به شک می‌افکند که مبادا این واژه اصولاً ارتباطی با عدد صد نداشته‌است!» در ادامه به بررسی موقعیت تقویمی جشن می‌پردازد و تأکید می‌کند که زمان آن چهل روز (چله) پس از شب یلدا (تولدی دیگر) است. سپس واژه را در زبان‌های اوستایی و فارسی میانه ریشه‌یابی و آن را «ظهور، آشکارایی و پیدایی» معنا می‌کند. در پایان برای روشن ساختن اینکه «این جشن‌ها بازگوی چه اعتقاداتی است»، جشن چهارشنبه سوری را به عنوان سومین جشن آتش زمستانی نام می‌برد و با استفاده از نظریات میرچا الیاده به سراغ «جشن‌ها و آئین‌های مربوط به تجدید سال» می‌رود. گذرا اشاره کند که اجرای مراسم اُرجی در این اعیاد خود به مقالۀ دیگری نیاز دارد؛ و برگزاری آن‌ها در شب را قابل توجه، و افروختن آتش در دل شب را خلقتی مجدد (در آشفتگی نخستین) معنا می‌کند.

## آثار
- اساطیر ایران، تهران: انتشارات بنیاد فرهنگ ایران، ۱۳۵۲.
- پژوهشی در اساطیر ایران، تهران: انتشارات توس، ۱۳۶۲؛ چاپ دوم (با تجدیدنظر و افزوده‌های تازه)، تهران: آگاه، ۱۳۷۵.

### مجموعهٔ مقاله و مصاحبه
- از اسطوره تا تاریخ، تهران: نشر چشمه، ۱۳۷۶.
- جُستاری چند در فرهنگ ایران، تهران: انتشارات فکر روز، ۱۳۶۳.
- سخنی چند دربارهٔ شاهنامه، (پیوست کتاب - داستان‌های شاهنامهٔ فردوسی)، تهران: انتشارات سروش، ۱۳۷۲.
- ما و جهان اساطیری: گفت‌وگوی هوشنگ گلشیری با مهرداد بهار، تهران: نیلوفر، ‏‫۱۳۹۷. ‬

### تاریخ معاصر
- دربارهٔ قیام ژاندارمری خراسان به رهبری کلنل محمدتقی خان پسیان، تهران: معین، ۱۳۶۹.

### واژه‌نامه و ترجمهٔ متون باستانی
- بُندهش، فرنبغ دادگی، تهران: انتشارات توس، ۱۳۶۹.
- ادبیات مانوی، با ابوالقاسم اسماعیل‌پور، تهران:انتشارات زنده رود/نشر کارنامه، ۱۳۹۴.
- واژه‌نامهٔ بُندهش (پهلوی - فارسی)، تهران: انتشارات بنیاد فرهنگ، ۱۳۴۵.
- واژه‌نامهٔ گزیده‌های زاداسپرم (پهلوی - فارسی)، تهران: انتشارات بنیاد فرهنگ ایران، ۱۳۵۱.

### جزوه‌های درسی
- اش‍ک‍ان‍ی‍ان‌، کتاب درسی ع‍ل‍وم ان‍س‍ان‍ی، درس ت‍اری‍خ، ب‍خ‍ش‌ه‍ای ۷، ۸، ۹، ت‍ه‍ران: دان‍ش‍گ‍اه آزاد ای‍ران، بی‌تا.
- ادیان آسیایی، تهران: نشر چشمه، ۱۳۷۵.
- نگاهی به تاریخ و اساطیر ایران باستان، تقریرات مهرداد بهار‮‬‏‫، تحریر سیروس شمیسا، تهران: علم‏‫، ‏‫۱۳۸۸. ‬‬‬‮‬

### ادبیات کودک
- جمشید شاه، تهران: کانون پرورش فکری کودکان و نوجوانان، ۱۳۴۶.
- بَستور، تهران: کانون پرورش فکری کودکان و نوجوانان، ۱۳۴۷.
- رستم و دیو سفید، تهران: انتشارات نگار، ۱۳۷۰.
- رستم و سهراب، تهران: انتشارات نگار، ۱۳۷۳.

### کتاب مصور
- تخت جمشید، (با عکس‌های نصرالله کسراییان)، تهران: انتشارات نصرالله کسرائیان، ۱۳۷۲.
- حماسه‌های ایرانی، تهران: زرین و سیمین، ۱۳۹۱.